# Векторна алгебра
В математиці і лінійній алгебрі, векторна алгебра відноситься до алгебраїчних операцій в векторному просторі. Найчастіше, вона відноситься до операцій над Евклідовими векторами.

## Основні поняття
Вектором у геометрії (геометричним вектором) називають напрямлений відрізок. Першу точку напрямленого відрізка називають початком вектора, а другу — кінцем вектора.
Довжиною вектора a є довжина його відрізка. Вектор, довжина якого дорівнює одиниці, називають одиничним. 
Координатами вектора в ортогональній системі координат є його проєкції на осі координат.

## Загальний векторний простір

### Додавання і віднімання
Припустимо, що a і b це вектори, що можуть мати довільний напрям і величину. Сумою a і b буде
{\displaystyle \mathbf {a} +\mathbf {b} =\sum _{i=1}^{n}(a_{i}+b_{i})\mathbf {e} _{i}=(a_{1}+b_{1})\mathbf {e} _{1}+(a_{2}+b_{2})\mathbf {e} _{2}+\cdots +(a_{n}+b_{n})\mathbf {e} _{n}.}
Суму векторів можна показати графічно розміщуючи початок вектора b в голові вектора a, і проводячи новий вектор від початку вектора a до кінця вектора b. Новий вектор, зображений стрілкою є вектором a + b, як показано нижче:
Цей метод додавання векторів іноді називають правилом паралелограма оскільки a і b утворюють сторони паралелограма, а a + b є одною з його діагоналей.
Різниця двох векторів геометрично може задаватися наступним чином: для того, щоб відняти b із a, треба розмістити початки векторів  a і b в одній точці, а потім провести стрілку від голови вектора b до кінця вектора a. Ця нова стрілка представляє собою вектор a − b, як показано нижче:
Віднімання двох векторів також можна здійснити, якщо взяти протилежний до другого вектора і додати його до першого вектора, це буде виглядати наступним чином, a − b = a + (−b).

### Множення на скаляр

Скалярний добуток вектора на число 3 збільшує вектор в три рази.

Вектор може помножуватись, або бути масштабованим, на дійсне число r. В контексті традиційної векторної алгебри, ці дійсні числа часто називають скалярами (від слова шкала) аби розрізняти їх від векторів. Операція помноження вектора на скаляр називається скалярним добутком. Результуючий вектор буде дорівнювати
{\displaystyle r\mathbf {a} =\sum _{i=1}^{n}(ra_{i})\mathbf {e} _{i}=(ra_{1})\mathbf {e} _{1}+(ra_{2})\mathbf {e} _{2}+\cdots +(ra_{n})\mathbf {e} _{n}.}
Очевидно, що помноження на скаляр r масштабує вектор на величину r. Геометрично, це можна зобразити (принаймні для випадку, коли  r є цілим числом) розмістивши копії вектора r разів в лінію, так що кінець одного вектора є початком кожного наступного.
Якщо r є від'ємним числом, тоді вектор змінює напрям: він розвертається на 180°. Нижче наведені два приклади (для r = −1 і r = 2):

Скалярні добутки −a і 2a вектора a

Помноження на скаляр є дистрибутивною операцією в поєднанні з додаванням векторів у наступному розумінні: r(a + b) = ra + rb для будь-яких векторів a і b і всіх скалярів r.

### Скалярний добуток
Скалярний добуток двох векторів a і b (іноді називається внутрішнім добутком, але, так як в результаті отримується скаляр, частіше скалярним добутком) позначається як a ∙ b і визначається наступним чином:
{\displaystyle \mathbf {a} \cdot \mathbf {b} =\left\|\mathbf {a} \right\|\left\|\mathbf {b} \right\|\cos \theta }
де θ це значення Кута між векторами a і b (див тригонометричні функції для інформації про функцію косинуса). Геометрично, що вектори a і b намальовані із спільною точкою в початку векторів, потім довжина вектора a помножена на компоненту вектора b, що направлена в тому самому напрямі що і a.
Скалярний добуток також можна визначити як суму добутків компонент кожного вектора, наступним чином:
{\displaystyle \mathbf {a} \cdot \mathbf {b} =\sum _{i=1}^{n}a_{i}b_{i}=a_{1}b_{1}+a_{2}b_{2}+\cdots +a_{n}b_{n}}

## Тривимірний простір

### Векторний добуток

Зображення векторного добутку

Векторний добуток (також називається зовнішній добуток) має сенс лише для трьох або семи вимірів. Векторний добуток відрізняється від скалярного добутку в першу чергу тим, що результатом векторного добутку двох векторів є вектор. Векторний добуток, позначається як a × b, і є вектором, що перпендикулярний обом векторам a і b і позначається як
{\displaystyle \mathbf {a} \times \mathbf {b} =\left\|\mathbf {a} \right\|\left\|\mathbf {b} \right\|\sin(\theta )\,\mathbf {n} }
де θ це кут між a і b, а n є одиничним вектором перпендикулярним до обох a і b, який відповідає правилу правої руки. Визначення праворучної системи в даному випадку є важливим, оскільки існує два одиничних вектори, перпендикулярних до a і b, а саме, n і (–n).
Довжина a × b є площею паралелограма, що має сторони a і b.
Векторний добуток можна записати наступним чином
{\displaystyle {\mathbf {a} }\times {\mathbf {b} }=(a_{2}b_{3}-a_{3}b_{2}){\mathbf {e} }_{1}+(a_{3}b_{1}-a_{1}b_{3}){\mathbf {e} }_{2}+(a_{1}b_{2}-a_{2}b_{1}){\mathbf {e} }_{3}.}

### Скалярний мішаний добуток
Мішаний добуток не є новою операцією над векторами, а є комбінацією існуючих двох операцій множення до трьох векторів. Мішаний добуток іноді позначається як (a b c) і визначається наступним чином:
{\displaystyle (\mathbf {a} \ \mathbf {b} \ \mathbf {c} )=\mathbf {a} \cdot (\mathbf {b} \times \mathbf {c} ).}
Він має три основних застосування. По перше, значення вищенаведеного добутку дорівнює об'єму паралелепіпеда, сторони якого задані цими трьома векторами. По друге, мішаний добуток дорівнюватиме нулю, тоді і тільки тоді коли всі три вектори лінійно незалежні, що можна легко довести, розглянувши ситуацію, що для того, щоб три вектори утворювали нульовий об'єм вони мають всі три лежати в одній площині. По третє, мішаний добуток буде додатнім лише коли три вектори a, b і c утворюють праворучну трійку векторів.
Із використанням компонент (у відповідності до праворучного ортогонального базису), якщо три вектори представити у вигляді рядків (або стовбців, але в тому ж порядку), мішаний добуток є визначником матриці 3-на-3, що містить три вектори в рядках
{\displaystyle (\mathbf {a} \ \mathbf {b} \ \mathbf {c} )=\left|{\begin{pmatrix}a_{1}&a_{2}&a_{3}\\b_{1}&b_{2}&b_{3}\\c_{1}&c_{2}&c_{3}\\\end{pmatrix}}\right|}
Скалярний мішаний добуток є лінійним для всіх трьох елементів і анти-симетричним в наступному сенсі:
{\displaystyle (\mathbf {a} \ \mathbf {b} \ \mathbf {c} )=(\mathbf {c} \ \mathbf {a} \ \mathbf {b} )=(\mathbf {b} \ \mathbf {c} \ \mathbf {a} )=-(\mathbf {a} \ \mathbf {c} \ \mathbf {b} )=-(\mathbf {b} \ \mathbf {a} \ \mathbf {c} )=-(\mathbf {c} \ \mathbf {b} \ \mathbf {a} ).}